# Дублянські
Дублянські — козацько-старшинський рід, що походив з Речі Посполитої, але оселився на Стародубщині та згодом на Харківщині.

## Рід
I
- Роман Дублянський із Польщі (до 1648 — ?)
- Лука Дублянський із Польщі (? — ?)

II
- Дублянський Павло Романович (до 1680 — ?) — військовий канцелярист Генеральної військової канцелярії (1690—1709 рр.), писар Стародубського полку (1709—1715 рр.), Новоміський сотник (1715—1730 рр.), бунчуковий товариш (1730—1735 рр.).
- Дублянський Михайло Лукич (? — ?)

III
- Дублянський Олександр Павлович (1713 — після 1784) — Генеральний суддя Глухівського періоду в історії України (1762—1781 рр.), бунчуковий товариш, дійсний статський радник.

+ Гудович Дарія Андріївна (1714 — ?)
- Дублянський Андрій Михайлович (? — ?)

IV
- Дублянський Федір Олександрович (бл. 1725 — ?),
- Дублянський Василь Олександрович (бл. 1750 — ?)

+ Немирович-Данченко Ганна Іванівна (1758 — ?)
- Дублянський Андрій Олександрович,

+ Занківська Варвара Федорівна
- Дублянський Яків Олександрович,

+ Дублянська Уляна Іванівна.
- Дублянський Степан Олександрович (? — 1829),

+ Зенченко Агафія Андріївна
- Дублянський Іван Олександрович.
- Дублянський Максим Андрійович (? — ?)

+ Дублянська Агафія (1714 — ?)
V
- Дублянський Павло Васильович (? — 1812)

+ Коноваленко Євдокія Осипівна (бл. 1747 — ?)
- Дублянський Іван Васильович (? — 1813) — підполковник,
- Дублянський Федір Андрійович (1775 — ?),

+ Карпова Олена Миколаївна (бл. 1746 — ?)
- Дублянський Павло Андрійович (бл. 1785—1854),

+ Прушинська Магдалина Йосипівна.
- Дублянський Андрій Якович (1783—1830),

+ Маркович Марія Миколаївна.
- Дублянський Микола Степанович (1792 — ?),

+ Лайкевич Софія Василівна (1813- ?).
- Дублянський Олександр Степанович (1795—1837),

+ Дублянська Наталія Севастьянівна.
- Дублянський Петро Максимович

VI
- Дублянський Олександр Павлович (1811 — ?),
- Дублянський Василь Павлович (1814 — ?),
- Дублянський Іван Федорович (1806 — ?),
- Дублянський Микола Федорович (1808 — ?),
- Дублянський Андрій Федорович (1810 — ?),

+ княгиня Гагаріна Анастасія Костянтинівна (1810—1875)
- Дублянський Василь Федорович (1817 — ?),

+ Рощаківська Уляна Василівна (? — ?).
- Дублянський Микола Павлович (1824 — ?),
- Дублянський Вікентій Павлович (1826 — ?),
- Дублянський Михайло Павлович (1828—1895),

+ Боярська Марія Михайлівна (1838—1902).
- Дублянський Андрій Павлович (1832 — ?) — майор Ізюмського полку,

+ Богушевська Олександра Іванівна (? — ?),
+ Кучинська Ідалія Гнатівна.
- Дублянський Яків Андрійович (1811 — ?),

+ Дублянська Надія Іллівна.
- Дублянський Микола Андрійович (1812 — ?).
- Дублянський Василь Миколайович (1841—1866),
- Дублянський Степан Миколайович (1842 — ?),
- Дублянський Олександр Миколайович (1845 — ?),
- Дублянський Петро Миколайович (1848—1888),

+ Гротенфельд Софія Борисівна.
- Дублянський Семен Олександрович (1830—1904), VII
- Дублянський Володимир Андрійович (1855 — ?),

+ Давидова Зінаїда Петрівна (? — 1922).
- Дублянський Василь Васильович (1839 — ?).
- Дублянський Павло Михайлович (1858 — ?),

+ Булгаріна Ольга Олександрівна (?-?).
- Дублянський Микола Михайлович (1870 — ?).
- Дублянський Микола Якович (1852—1907),
- Дублянський Андрій Якович (1854—1901),

+ Єпанечникова Надія Григорівна (?-?).
- Дублянський Микола Петрович (1882 — ?).

VII
- Дублянський Володимир Володимирович (? — ?),
- Дублянський Сергій Володимирович (? — ?),
- Дублянський Петро Володимирович (1884 — ?).
- Дублянський Михайло Павлович (1887 — ?).
- Дублянський Володимир Андрійович (? — ?).